# Evangelista

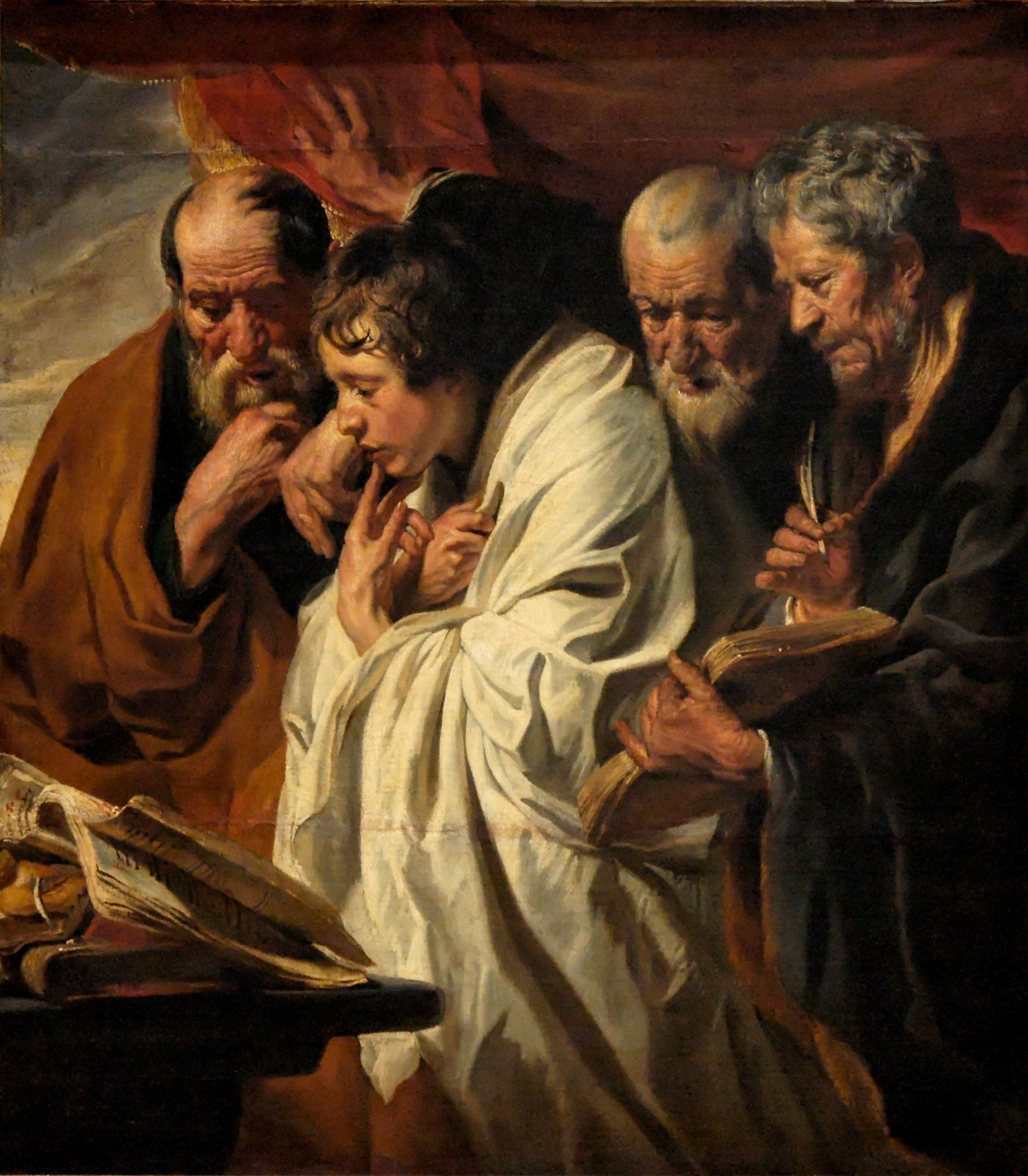
Jacob Jordaens, Os quatro evangelistas, 1625-1630

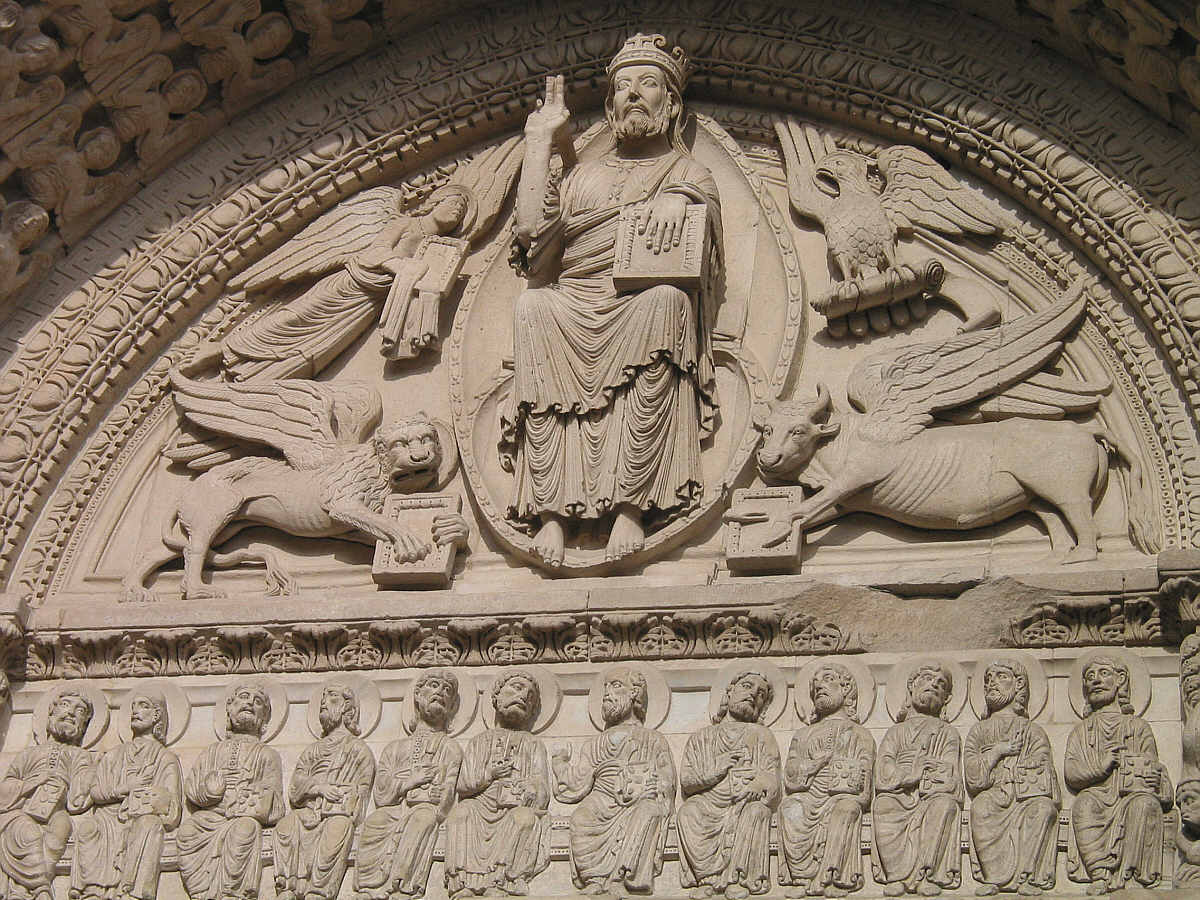
As quatro criaturas aladas que simbolizam os Quatro Evangelistas — homem (Mateus), leão (Marcos), touro (Lucas) e águia (João) - ao redor do Cristo em Glória no tímpano românico da Igreja de São Trófimo em Arles

Na tradição cristã os Quatro Evangelistas, Mateus, Marcos, Lucas e João, são os autores atribuídos à criação dos quatro evangelhos do Novo Testamento, os quais são:
- Evangelho segundo Mateus
- Evangelho segundo Marcos
- Evangelho segundo Lucas
- Evangelho segundo João

Eles são chamados de evangelistas, uma palavra que significa "aquele que proclama boas notícias", porque seus livros contam a "boa nova" ("evangelho") de Jesus. Além de seu uso em Efésios, o termo é também aplicado a Filipe e a Timóteo, como uma exortação.
Eles escreveram os quatro Evangelhos considerados canónicos pela maioria das confissões cristãs.

## Símbolos
Os evangelhos de Mateus, Marcos e Lucas são conhecidos como os evangelhos sinópticos porque eles incluem muitas histórias idênticas, frequentemente na mesma sequência. A convenção tradicionalmente mantida é que os autores foram dois dos doze apóstolos de Jesus, João e Mateus, e dois "homens apostólicos", Marcos e Lucas:
- Mateus — um antigo coletor de impostos que foi chamado por Jesus para ser um dos doze apóstolos. É representado por um homem na arte.
- Marcos — um seguidor de Pedro e assim um "homem apostólico". É representado por um leão.
- Lucas — um médico que escreveu o que é agora o livro de Lucas para um amigo Teófilo. Também acredita-se que tenha escrito o livro dos Atos (ou Atos dos Apóstolos) e que era um amigo próximo de Paulo de Tarso. É representado por um touro.
- João — o discípulo amado de Jesus e possivelmente o mais jovem dos doze apóstolos. É representado por uma águia.